# Kapitalstruktur
Kapitalstrukturen av ett företags finansiering, dess totala kapital, avser förhållandet mellan eget kapital och skulder. En kapitalstruktur demonstreras i balansräkningen som separata poster (eget kapital plus skulder), som tillsammans ska motsvara det totala värdet på företagets tillgångar, och är av relevant för exempelvis ett bolags aktieägare eftersom det antyder hur stor del av företaget som ägs av aktieägarna själva respektive finansieras av externa kreditörer. Ett företags kapitalstruktur påverkar därför bland annat möjligheten till utdelning för aktieägare.